# Magnus Stuart
Magnus Stuart (1952) é um político sueco. Desde 1 de fevereiro de  2021 que serve como membro do Riksdag, representando o distrito eleitoral do condado de Södermanland. Ele tornou-se um membro após a renúncia de Lotta Finstorp.